# Ільїнське (Малопургинський район)
Ільї́нське (рос. Ильинское, удм. Уча) — село в Малопургинському районі Удмуртії, Росія.
В селі діють середня школа, дитячий садок «Кізилі», фельдшерсько-акушерський пункт, сільський клуб та бібліотека.
Урбаноніми:
- вулиці — Біржова, Комсомольська, Піонерська, Польова, Радянська, Садова, Трактова, Широка, Шкільна

## Населення
Населення — 833 особи (2010; 794 в 2002).
Національний склад станом на 2002 рік:
- удмурти — 90 %

## Історія
Вперше село згадується 1710 року в Ландратських переписах як Поже-Уча. В 1716 році село відносилось до сотні Андрія Байтемірова Арської дороги Казанського повіту. Перший прихід в селі Пуже-Уча був відкритий 1749 року. В 1751 році була збудована перша дерев'яна церква і освячена в честь Святого пророка Іллі. В 1780 році село було передане до новоствореного В'ятського намісництва. 1796 року була утворена Ільїнська волость. 1821 року починається будівництво нового кам'яного храму. 1838 року Ільїнська волость була ліквідована. За даними 10-ї ревізії 1859 року в селі Ільїнському (Пуже-Уча, Пужеучинське) було 83 двори, де проживало 516 осіб. В селі розташовувалась сільська управа, працював млин. Того ж року знову була утворена Ільїнська волость (виділена із Кватчинської волості). На 1897 рік в селі проживало 759 осіб.
1921 року село і волость увійшли до складу Іжевського повіту Вотської АО. 1924 року при укрупненні адміністративних одиниць, Ільїнська волость була ліквідована і всі її поселення увійшли до складу Великокіб'їнської волості Можгинського повіту, після чого була утворена Ільїнська сільська рада. В 1929 році село переходить до складу Малопургинського району.

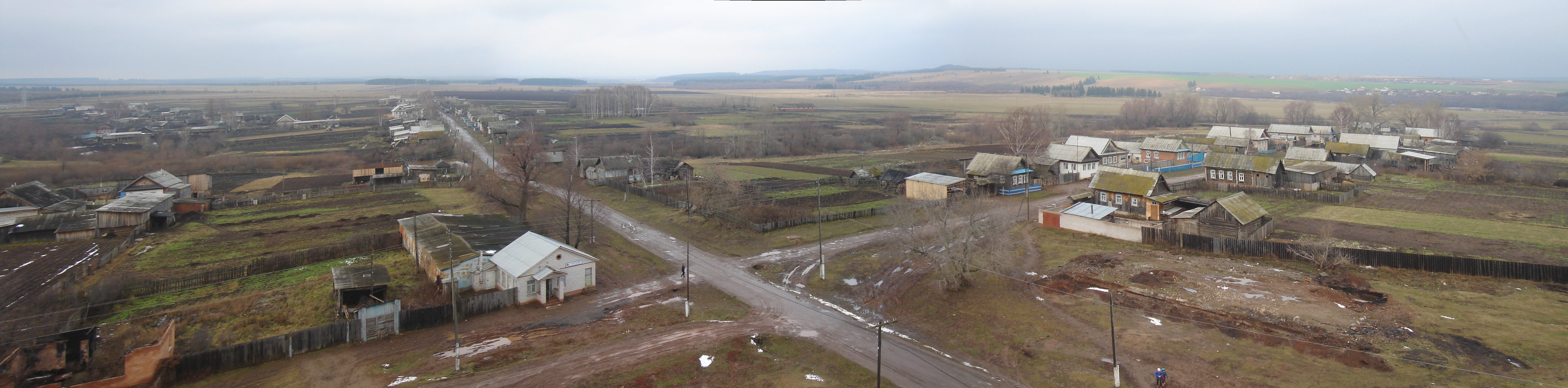
Панорама села (вигляд із дзвіниці церкви)